# JIS X 0208
JIS X 0208 je japonská průmyslová norma (první část zkratky je z anglického Japanese Industrial Standard) pro dvoubytové kódování znaků, která definuje 6879 grafických znaků vhodných pro zápis textu, místních názvů, osobních jmen atd. v japonštině. Oficiální název normy je „7bitové a 8bitové dvoubytové kódování kandži pro výměnu informací“ (japonsky 7ビット及び8ビットの2バイト情報交換用符号化漢字集合, Nana-Bitto Ojobi Hači-Bitto no Ni-Baito Džóhó Kókan'jó Fugóka Kandži Šúgó). První verze normy byla publikována v roce 1978 pod označením JIS C 6226, revize byly vydány v letech 1983, 1990 (již pod označením JIS X 0208) a 1997.

## Struktura kódu
Kódy znaků v JIS X 0208 jsou tvořeny dvěma sedmi- nebo osmibitovými hodnotami. Znak mezera a řídicí znaky jsou však reprezentovány jednobytovými kódy. ISO/IEC 646 rozděluje prostor sedmibitového kódu na 33 řídicích znaků, 94 tisknutelných znaků a znak mezera. Pokud vynecháme kódy řídicích znaků a mezery, lze při použití dvou bytů reprezentovat až 8836 (94×94) znaků; u dvoubytových znakových sad se kódový bod každého znaku zadává ve formě zvané kuten (japonsky: 区点) (někdy nazývaného quwei (čínsky: 区位), zvláště když pracujeme s kódováním GB2312 a příbuznými standardy), který určuje zónu neboli řádek (区, japonsky: ku, čínsky: qu) a pozici (japonsky: 点 ten) (čínsky: 位 wei) tohoto znaku v zóně/řádku.

### Znaková sada
JIS X 0208 definuje sadu celkem 6879 grafických znaků, nazývanou sada kandži (japonsky 漢字集合, kandži šúgó), která však kromě 6355 kandži znaků obsahuje a 524 dalších znaků (japonsky 非漢字, hikandži), včetně znaků jiných abeced – latinky, řecké abecedy, Cyrilice, kana atd. Znakům jsou přiřazeny dvoubytové kódy se sedmi anebo osmi bity v bytu rozdělené do 94 řádků neboli zón po 94 pozicích.
Speciální znaky
Jsou umístěny v řádcích 1 a 2. Zahrnují
- 18 popisných symbolů (japonsky 記述記号, kidžucu kigó), jako například „ideografická mezera“ (　) a japonskou čárku a tečku;
- 8 diakritických znamének (japonsky diacritical marks) jako například dakuten a handakuten;
- 10 znaků pro věci, které následují kana nebo kandži (japonsky 仮名又は漢字に準じるもの, kana mata wa kandži ni džundžiru mono) jako například znak opakování;
- 22 závorkových symbolů (japonsky 括弧記号, kakko kigó);
- 45 matematických symbolů (japonsky 学術記号 gakujutsu kigō);
- 32 symbolů jednotek, které zahrnují znak měny a japonský znak pošty;

– celkem 147 znaků.
Číslice
Jsou umístěny v řádku 3. Deset číslic od „0“ do „9“.
Latinka
Umístěna v řádku 3. 26 malých a 26 velkých písmen anglické abecedy.
Hiragana
Umístěna v řádku 4. Obsahuje 48 neznělých (včetně zastaralých wi a we), 20 znělých (dakuten), 5 poloznělých (handakuten) a 10 malých znaků kana pro palatalizované a asimilované zvuky; celkem 83 znaků.
Katakana
Umístěna v řádku 5. Celkem 86 znaků; kromě katakana ekvivalentů hiragana znaků je zde malé ka/ke kana (ヵ/ヶ) a vu kana (ヴ).
Řecká písmena
Umístěna v řádku 6. 24 malých a 24 velkých písmen řecké abecedy.
Cyrilice
Umístěna v řádku 7. 33 malých a 33 velkých písmen ruské abecedy.
Znaky pro textové rámečky
Jsou umístěny v řádku 8. Tenké čáry, tlusté čáry a kombinace tenkých a tlustých čar, celkem 32 znaků.
Kandži
2965 znaků úrovně 1 (japonsky 第1水準, dai iči suidžun) od řádku 16 do řádku 47 a 3390 znaků úrovně 2 (japonsky 第2水準, dai ni suidžun) od řádku 48 do řádku 84, celkem 6355.